# Thinornis
Genre
Le genre Thinornis comprenait deux espèces de limicoles appartenant à la famille des Charadriidae. Depuis 2024 et la mise à jour 14.1 de la liste de référence de l'Union internationale des ornithologues, les deux espèces du genre Thinornis ont vu leurs genres changer vers le genre Charadrius.

## Liste des espèces
D'après la classification de référence (version 14.1, 2024) de l'Union internationale des ornithologues (ordre phylogénique) :
- Charadrius cucullatus – Pluvier à camail
- Charadrius novaeseelandiae – Pluvier de Nouvelle-Zélande